# Assa Sylla
Assa Aïcha Sylla (Parigi, 3 giugno 1996) è un'attrice francese.
È diventata nota a livello internazionale per la sua prima esibizione al cinema, nel film Bande de filles, in cui ha interpretato uno dei ruoli principali. Interpreta anche il personaggio di Imane nella versione francese della serie Skam.
Nel 2018 ha partecipato al lavoro collettivo Noire n'est pas mon métier e nel 2021 recita al fianco di Jean-Claude Van Damme nel film d'azione L'ultimo mercenario.

## Biografia
Assa Sylla è nata il 3 giugno 1996 nel 15° distretto di Parigi.
Ha iniziato la carriera di attrice nel film Bande de filles, uscito nel 2014. In seguito ha lavorato nel film TV Danbé, la tête haute in cui interpretava la pugile Aya Cissoko durante la sua adolescenza. Per recitare in questo ruolo ha preso regolarmente lezioni di boxe mentre continuava a prepararsi per il diploma di maturità professionale.
Nel 2018 e nel 2019 ha interpretato il ruolo di Imane Bakhellal nella serie televisiva francese Skam. Imane, il personaggio centrale della quarta stagione, è il ruolo di cui dice di essere "più orgogliosa", identificandosi pienamente nel suo ruolo: “Ho molto in comune con lei, in particolare il fatto che sia musulmana […]. Una giovane ragazza di colore, che cerca di rimanere se stessa con i suoi valori e i suoi principi, questo è il mio caso [...]. Questa è la prima volta che vediamo una giovane ragazza musulmana nera che indossa normalmente il velo da eroina in Francia."

## Filmografia

### Cinema
- Diamante nero (Bande de filles), regia di Céline Sciamma (2014)
- C'est beau la vie quand on y pense, regia di Gérard Jugnot (2017)
- Lola Pater, regia di Nadir Moknèche (2017)
- La Vie de château, regia di Modi Barry e Cédric Ido (2017)
- L'ultimo mercenario (Le Dernier Mercenaire), regia di David Charhon (2021)
- Re dell'ombra (In His Shadow), regia di Marc Fouchard (2023)

### Televisione
- 2014 : Danbé, la tête haute (telefilm), regia di Bourlem Guerdjou : Aya Cissoko a 16 anni
- 2015 : Falco (serie TV), regia di Julien Despaux : Jennifer
- 2018 - 2020 : Skam France (serie TV) : Imane Bakhellal
- 2019 - 2021 : Mortale (Mortel) (serie TV) : Nora

### Cortometraggi
- 2016 : Verdon secret, regia di François Bertrand : Clara
- 2016 : Na tout pour elle, regia di Djigui Diarra : Aminata
- 2018 : Bleu Reine, regia di Sarah Al Atassi : Nina
- 2020 : Numéro 10, regia di Florence Bamba : Awa

### Web Serie
- 2019 : Golden Moustache

## Opere
- Assa Sylla, Soulever l'espoir, con Aïssa Maïga, Paris, Éditions du Seuil, 2018 (ISBN 978-2-02-140119-6)